# 圣阿芒罗什萨维讷
圣阿芒罗什萨维讷（法語：Saint-Amant-Roche-Savine，法語發音：[sɛ̃.t‿amɑ̃ ʁɔʃ savin]）是法国多姆山省的一个市镇，属于昂贝尔区。

## 地理
圣阿芒罗什萨维讷（45°34'32"N, 3°37'56"E）面积23.99 平方千米，位于法国奥弗涅-罗讷-阿尔卑斯大区多姆山省，该省份为法国中南部省份，北起阿列省接壤，东临卢瓦尔省，南至上盧瓦爾省和康塔爾省，西接科雷兹省和克勒兹省。
与圣阿芒罗什萨维讷接壤的市镇（或旧市镇、城区）包括：欧泽勒、拉沙佩勒阿尼翁、坎亚、富尔诺勒、格朗瓦勒、勒莫内斯捷、圣埃卢瓦-拉格拉西耶尔。

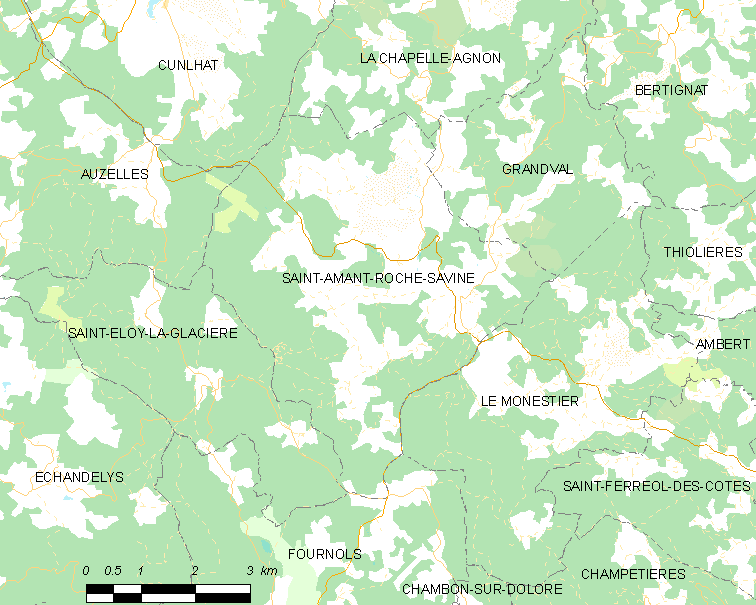
圣阿芒罗什萨维讷的OSM定位图

圣阿芒罗什萨维讷的时区为UTC+01:00、UTC+02:00（夏令时）。

## 行政
圣阿芒罗什萨维讷的邮政编码为63890，INSEE市镇编码为63314。

## 政治
圣阿芒罗什萨维讷所属的省级选区为利夫拉杜瓦山县。

## 人口

1962-2008年间圣阿芒罗什萨维讷人口变化图示

圣阿芒罗什萨维讷于2022年1月1日时的人口数量为532人。